# Aquiles Gay
Aquiles Gay (Ciudad de Río Cuarto (Argentina) 9 de enero de 1927 - Ciudad de Córdoba (Argentina) 2 de abril de 2014) fue uno de los pioneros del desarrollo tecnológico en Córdoba y referente en el país y el mundo de la educación tecnológica. Sus libros son bibliografía para el estudio de la educación tecnológica y la formación de diseñadores industriales e ingenieros y el Ministerio de Educación de la Argentina los ha adoptado para la formación de los docentes en todo el país.

## Biografía
Nació en la ciudad de Río Cuarto el 9 de enero de 1927. Hijo de Judith María Primitiva Cocucci y Aquiles Bartolomé Gay. Tuvo dos hermanos: Hebe y Eneas. Se casó con Beatriz Baridón, con la cual tuvieron a su único hijo Alejandro.

Su infancia transcurrió en su ciudad natal, y a los 16 años junto a unos amigos fundó el primer club de ciencias del país, al que denominaron "Centro de Iniciación Científica".
Años después se recibió de Maestro Normal Nacional en la escuela Normal Superior "Justo José de Urquiza" Archivado el 26 de junio de 2016 en Wayback Machine. y luego en la Universidad Nacional de Córdoba de ingeniero mecánico electricista. Se diplomó en Ciencias de la Educación por la Universidad de Ginebra. 
Fue docente en la Universidad Nacional de Córdoba y entre los años 1973 y 1974, fue decano de la Universidad Tecnológica Nacional Facultad Regional Córdoba, Se exilió durante la última dictadura militar, pero luego volvió al país. En ese lapso fue asesor en tecnología de la UNESCO en Suiza.

En el año 1986 funda el Museo (CENTRO) de Cultura Tecnológica “Ingenium” sobre la base de artefactos, utensilios y mecanismos que sintetizan el nacimiento de la tecnología moderna. Fue también creador de la Fundación Aquiles Gay (Funag). 
Su mirada se ha centrado en la tecnología y la sociedad con un enfoque cultural, no puramente técnico, sino social y humanístico. Para sus proyectos recibió apoyo de la UNESCO y de la Fundación Antorchas, lo cual ilustra una vez más la valoración que viene recibiendo su obra desde diversas épocas y entidades nacionales e internacionales.

## Reconocimientos
- En el año 2006 en la ciudad de Salta se fundó el primer Club de Tecnología del país el cual llevó su nombre.[5][6]
- En 2008 fue nombrado doctor honoris causa por la Universidad Nacional de Córdoba "por su enorme contribución al desarrollo de la educación tecnológica en el país".[7]
- En mayo de 2013, en la reunión Bienal de la Red Pop, fue galardonado con el Premio Latinoamericano a la Popularización de la Ciencia y la Tecnología en América Latina y el Caribe, en reconocimiento a su trayectoria.[8]

## Publicaciones
Autor de numerosas publicaciones, entre las que cabe mencionar 
- Tecnología: Finalidad educativa y acercamiento didáctico. Luis Doval; Aquiles Gay. Buenos Aires, Prociencia Conicet, 1995, 256 páginas. (agotada)
- La educación tecnológica: Aportes para su implementación. Aquiles Gay; Miguel Ángel Ferreras. Buenos Aires, Prociencia Conicet, 1997, 220 páginas. (agotada).
- Temas para educación tecnológica. Aquiles Gay. (Primera edición,14 200 ejemplares para el Ministerio de Cultura y Educación de la Nación, 1999). Segunda edición, Buenos Aires, 2000, Ed. La Obra, 207 páginas.
- La Universidad: su historia y su relación con la sociedad - El caso Universidad de Córdoba. Aquiles Gay. Córdoba, 2001, Ed. Tec, 43 páginas (Quinta edición).
- La estufa de laboratorio. Aquiles Gay. Buenos Aires, Ed. INET, Instituto Nacional de Educación Tecnológica, Ministerio de Educación, Ciencia y Tecnología de la Nación, 2005, 67 páginas.
- La máquina de vapor. Aquiles Gay; Sebastián Dovis. Buenos Aires, Ed. INET, Instituto Nacional de Educación Tecnológica, Ministerio de Educación, Ciencia y Tecnología de la Nación, 2006, 69 páginas.
- Glosario de Cultura Tecnológica. Aquiles Gay. Córdoba, 2006, Ed. Tec, 109 páginas.
- La Ciencia y la Tecnología en la vida cotidiana. Aquiles Gay y otros. Córdoba, 2006, Ed. Tec. 143 páginas.
- La Ciencia y la Tecnología en la vida cotidiana - 2.  Aquiles Gay y otros. Córdoba, 2006, Ed. Tec. 83 páginas.
- Historia y prospectiva de la tecnología. Gabriela Durán y Aquiles Gay. Córdoba, 2007, Ed. Tec.-133 páginas.
- El diseño industrial en la historia. Aquiles Gay; Lidia Samar, Córdoba, 2007, Ed. Tec, 233 páginas. (Reimpresión de la Segunda edición)
- La tecnología como disciplina formativa  – La educación tecnológica. Aquiles Gay. Córdoba, 2010, Ed. Tec. 263 páginas
- La Tecnología, el Ingeniero y la Cultura. Aquiles Gay. Córdoba, 2010, Ed. Tec (Décima edición). 241 páginas.
- La Lectura del Objeto. Aquiles Gay; Roberto Bulla, Córdoba, 2011, Ed. Tec, 66 páginas. (Séptima edición),